# Sundar Pichai
Pichai Sundararajan (Madurai, 12 juli 1972), ook wel Sundar Pichai, is bestuursvoorzitter van Alphabet Inc. en dochteronderneming Google LLC.
Hij studeerde aan de Indian Institute of Technology Kharagpur, Stanford University en de University of Pennsylvania. Pichai heeft gewerkt bij Applied Materials en McKinsey & Company. In 2004 startte hij zijn carrière bij Google, en was verantwoordelijk voor de ontwikkeling van Google Chrome, Google Chrome OS en Google Drive. Op 2 oktober 2015 werd hij CEO van Google.
Pichai is getrouwd en heeft twee kinderen.